# Mohon
Mohon är en kommun i departementet Morbihan i regionen Bretagne i nordvästra Frankrike. Kommunen ligger i kantonen La Trinité-Porhoët som tillhör arrondissementet Vannes. År 2022 hade Mohon 988 invånare.

## Befolkningsutveckling
Antalet invånare i kommunen Mohon
| Referens: INSEE |